# Severin Blindenbacher
Severin Blindenbacher (* 15. März 1983 in Zürich) ist ein ehemaliger Schweizer Eishockeyspieler, der im Verlauf seiner aktiven Karriere zwischen 1998 und 2020 unter anderem 831 Spiele für die Kloten Flyers und ZSC Lions in der Schweizer Nationalliga A (NLA) auf der Position des Verteidigers bestritten hat. Mit den ZSC Lions gewann Blindenbacher insgesamt vier Schweizer Meistertitel.

## Karriere

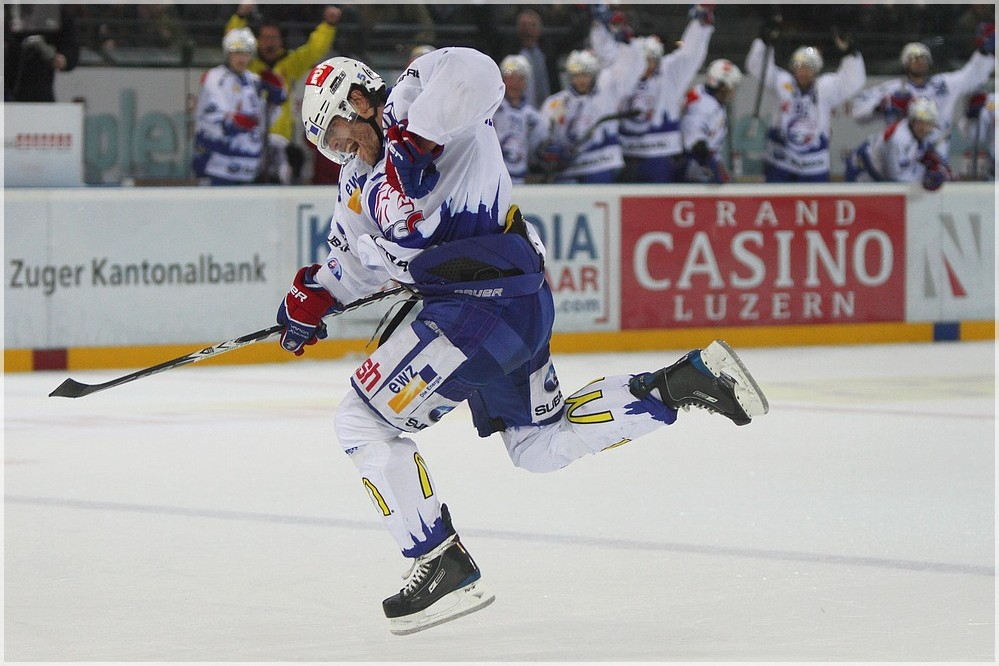
Blindenbacher im Trikot der ZSC Lions (2011)

Blindenbacher spielte vor dem Wechsel in seine Geburtsstadt im Jahr 2005 für die Kloten Flyers. Dort hatte er bereits im Juniorenalter gespielt und in der Saison 2000/01 sein Profidebüt in der Nationalliga A gegeben. Während seiner Zeit in Kloten wurde er im NHL Entry Draft 2001 in der neunten Runde an 273. Position von den Phoenix Coyotes aus der National Hockey League (NHL) ausgewählt. Mit den ZSC Lions gewann er im Frühjahr 2008 erstmals den Schweizer Meistertitel und ein Jahr später die Champions Hockey League. Ab Sommer 2009 spielte er für den amtierenden schwedischen Meister Färjestad BK in der Elitserien.
Zur Saison 2010/11 ging Blindenbacher nach Nordamerika und wurde von den Dallas Stars aus der NHL verpflichtet. Nach dem Trainingslager wurde er von den Stars zu deren Farmteam, den Texas Stars, in die American Hockey League (AHL) geschickt. Im Februar 2011 beendete er sein Engagement in Nordamerika, nachdem die Dallas Stars ihn auf die Waiverliste gesetzt hatten, allerdings der Verteidiger von keinem der Teams ausgewählt worden war. Rund einen Monat später unterschrieb er einen Kontrakt bei den ZSC Lions mit Gültigkeit ab der Saison 2011/12. In den folgenden Jahren wurde Blindenbacher wieder eine feste Grösse im Kader des ZSC und gewann in den Jahren 2012, 2014 und 2018 drei weitere Meisterschaften mit dem Team. Zudem gewannen die Zürcher mit ihm im Jahr 2016 den Schweizer Cup. Nach der Spielzeit 2020/21, in der er keine Partie absolviert hatte, beendete der 38-Jährige seine aktive Karriere.

### International
Blindenbacher nahm bereits 2001 erstmals für die Juniorennationalmannschaft der Schweiz an einem grossen internationalen Turnier teil, der U18-Weltmeisterschaft. Dabei gewann er mit der U18-Auswahl die Silbermedaille. Noch im gleichen Jahr nahm er ebenfalls an der U20-Weltmeisterschaft teil. Weitere Einsätze bei U20-Welttitelkämpfen folgten 2002 und 2003, bevor er ab 2003 Mitglied der Schweizer Eishockeynationalmannschaft wurde.
Mit dieser bestritt er die Weltmeisterschaften 2003, 2005, 2006, 2007, 2008, 2009, 2012 und 2013 sowie die olympischen Eishockeyturniere 2006, 2010 und 2014. Bei der Weltmeisterschaft 2013 in Stockholm und Helsinki errang er mit der Nationalmannschaft die Silbermedaille. Im August 2016 erklärte er seinen Rücktritt aus der Nationalmannschaft.

## Erfolge und Auszeichnungen
| - 2005 NLA Media Swiss All-Star Team - 2006 Bester Verteidiger des IIHF Continental Cup - 2008 Schweizer Meister mit den ZSC Lions - 2009 Champions-Hockey-League-Gewinn mit den ZSC Lions - 2009 NLA Media All-Star Team - 2009 NLA Media Swiss All-Star Team | - 2012 Schweizer Meister mit den ZSC Lions - 2014 Schweizer Meister mit den ZSC Lions - 2014 NLA Media Swiss All-Star Team - 2015 Schweizer Vizemeister mit den ZSC Lions - 2016 Schweizer Cupsieger mit den ZSC Lions - 2018 Schweizer Meister mit den ZSC Lions |

### International

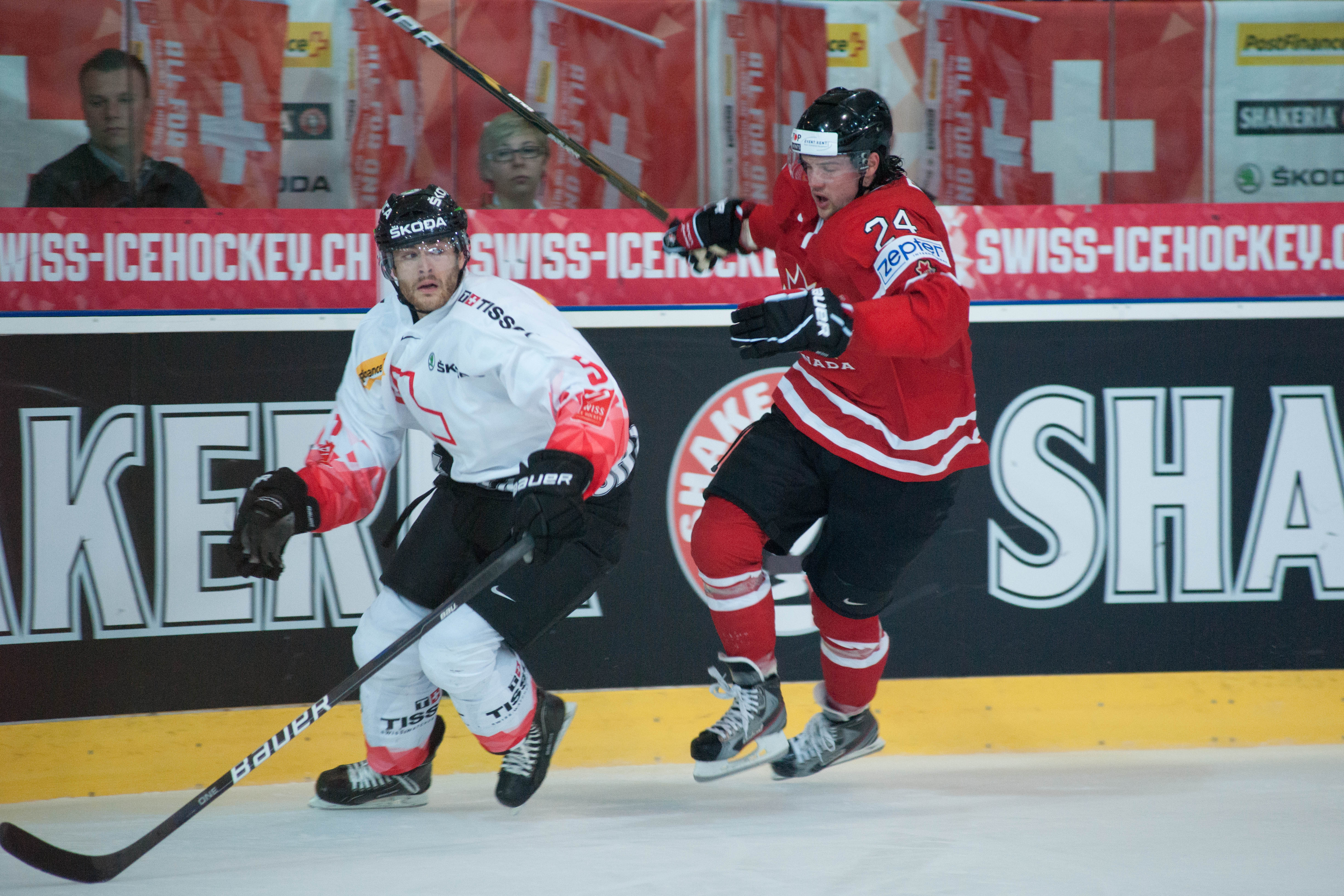
Blindenbacher (links) als Spieler der Schweizer Nationalmannschaft (2012)

- 2001 Silbermedaille bei der U18-Junioren-Weltmeisterschaft
- 2013 Silbermedaille bei der Weltmeisterschaft

## Karrierestatistik

### International
Vertrat die Schweiz bei:
| - U18-Junioren-Weltmeisterschaft 2000 - U20-Junioren-Weltmeisterschaft 2001 - U18-Junioren-Weltmeisterschaft 2001 - U20-Junioren-Weltmeisterschaft 2002 - U20-Junioren-Weltmeisterschaft 2003 - Weltmeisterschaft 2003 - Qualifikationsturnier für die Olympischen Winterspiele 2006 - Weltmeisterschaft 2005 - Olympischen Winterspielen 2006 | - Weltmeisterschaft 2006 - Weltmeisterschaft 2007 - Weltmeisterschaft 2008 - Weltmeisterschaft 2009 - Olympischen Winterspielen 2010 - Weltmeisterschaft 2012 - Weltmeisterschaft 2013 - Olympischen Winterspielen 2014 |

(Legende zur Spielerstatistik: Sp oder GP = absolvierte Spiele; T oder G = erzielte Tore; V oder A = erzielte Assists; Pkt oder Pts = erzielte Scorerpunkte; SM oder PIM = erhaltene Strafminuten; +/− = Plus/Minus-Bilanz; PP = erzielte Überzahltore; SH = erzielte Unterzahltore; GW = erzielte Siegtore; 1 Play-downs/Relegation; Kursiv: Statistik nicht vollständig)